# Canton de Bazoches-sur-Hoëne
Le canton de Bazoches-sur-Hoëne est une ancienne division administrative française située dans le département de l'Orne et la région Basse-Normandie.

## Géographie
Ce canton était organisé autour de Bazoches-sur-Hoëne dans l'arrondissement de Mortagne-au-Perche. Son altitude variait de 148 m (Buré) à 297 m (Sainte-Céronne-lès-Mortagne) pour une altitude moyenne de 207 m.

## Représentation

### Conseillers généraux de 1833 à 2015
- De 1833 à 1848, les cantons de Bazoches-sur-Hoëne et de Pervenchères avaient le même conseiller général. Le nombre de conseillers généraux était limité à 30 par département[1].

| Période | Période          | Identité                                  | Étiquette                      | Qualité |
| ------- | ---------------- | ----------------------------------------- | ------------------------------ | --- |
| 1833    | 1834 (décès)     | Jacques Antoine Bertre                    |                                | Ancien ingénieur géographe de l'armée d'Égypte, propriétaire, conseiller municipal d'Alençon                                                       |
| 1834    | 1837 (décès)     | Alexandre Clément de Blavette             |                                | Propriétaire, conseiller municipal de Barville |
| 1837    | 1852             | Pierre Marie Aubin de Blanpré             |                                | Propriétaire du château de Prulay, maire de Saint-Langis, ancien officier dans un régiment de cuirassiers                                          |
| 1852    | 1871             | Jules de la Bonninière, comte de Beaumont |                                | Ancien mousquetaire du roi Louis XVIII, lieutenant de cavalerie, capitaine du 18e régiment de chasseurs à cheval, propriétaire, maire de Courgeoût |
| 1871    | 1874             | Prosper Dumesnil                          |                                | Avocat et juge de paix à Laigle (1866-1883), conseiller d'arrondissement                                                                           |
| 1874    | 1880             | Alphonse Grollier                         | Centre gauche                  | Industriel, député (1869-1870 et 1871-1885), maire d'Alençon (1848-1850 et 1861-1868)                                                              |
| 1880    | 1884 (démission) | Marius Bianchi                            | Appel au peuple (bonapartiste) | Ancien agent de change, député (1876-1881), maire de Longny                                                                                        |
| 1884    | 1886             | Émile-André Tessier                       | Républicain                    | Président du tribunal de première instance de Bernay (Eure), propriétaire à La Mesnière                                                            |
| 1886    | 1904 (décès)     | Marius Bianchi                            | Conservateur                   | Ancien agent de change, député (1876-1881), maire de Longny                                                                                        |
| 1904    | 1940             | Marquis René de Ludre-Frolois             | URD                            | Militaire, maire de Longny-au-Perche, député (1914-1931), sénateur (1931-1944)                                                                     |
|         |                  |                                           |                                | |
| 1945    | 1964             | Pierre Séguret (1908-1974)                | DVD-RPF puis UNR               | Notaire, maire de Bazoches-sur-Hoëne |
| 1964    | 2001             | Léon Ganivet (1923-2014)                  | DVD puis UDF-Rad.              | Entrepreneur, maire de Bazoches-sur-Hoëne (1964-2001)                                                                                              |
| 2001    | 2008             | Jean-Pierre Jarry                         | DVD                            | Clerc de notaire retraité Maire de Courgeoût (1984-2008)                                                                                           |
| 2008    | 2015             | Jean Lamy                                 | DVD                            | Chef d'entreprise, maire de Bazoches-sur-Hoëne depuis 2001, élu en 2015 dans le canton de Mortagne-au-Perche                                       |

Le canton participe à l'élection du député de la deuxième circonscription de l'Orne.

### Conseillers d'arrondissement (de 1833 à 1940)
| Période                                  | Période | Identité               | Étiquette | Qualité |
| ---------------------------------------- | ------- | ---------------------- | --------- | --- |
| 1833                                     | 1848    | Pierre François Bernet |           | Maire de Bazoches-sur-Hoëne                                                                                 |
|                                          |         |                        |           | |
| 1852                                     |         | M. Mirbeau             |           | |
|                                          |         |                        |           | |
| 1868                                     | 1871    | Prosper Dumesnil       |           | Avocat, juge de paix à Laigle                                                                               |
|                                          |         |                        |           | |
| 1901                                     |         | Lucien Fournier        |           | |
|                                          |         |                        |           | |
| 1919                                     |         | Prosper Légrier        |           | Agriculteur, maire de Saint-Ouen-de-Sécherouvre                                                             |
| 1940                                     |         |                        |           | Les conseils d'arrondissement ont été suspendus par la loi du 12 octobre 1940 et n'ont jamais été réactivés |
| Les données manquantes sont à compléter. |         |                        |           | |

## Composition

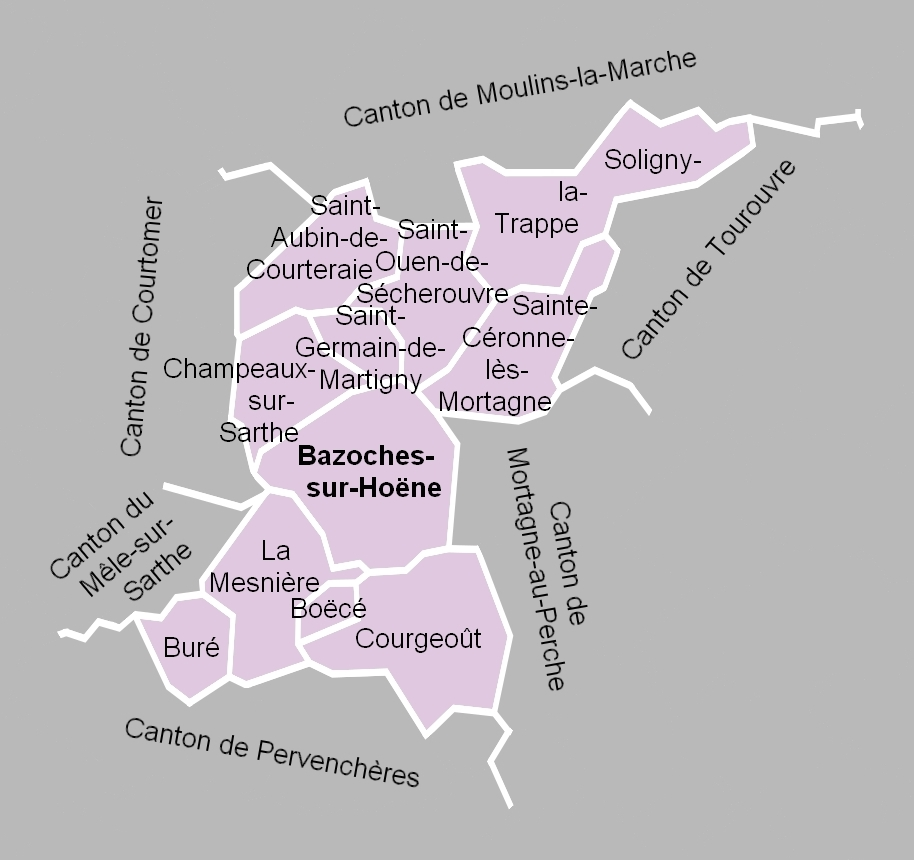
La carte des communes du canton. Les cantons limitrophes étaient ceux de Courtomer, de Moulins-la-Marche, de Tourouvre, de Mortagne-au-Perche, de Pervenchères et du Mêle-sur-Sarthe.

Le canton de Bazoches-sur-Hoëne comptait 3 519 habitants en 2012 (population municipale) et regroupait onze communes :
- Bazoches-sur-Hoëne ;
- Boëcé ;
- Buré ;
- Champeaux-sur-Sarthe ;
- Courgeoût ;
- La Mesnière ;
- Saint-Aubin-de-Courteraie ;
- Sainte-Céronne-lès-Mortagne ;
- Saint-Germain-de-Martigny ;
- Saint-Ouen-de-Sécherouvre ;
- Soligny-la-Trappe.

À la suite du redécoupage des cantons pour 2015, toutes les communes à l'exception de Buré sont rattachées au canton de Mortagne-au-Perche. Buré est intégré au canton de Radon.

### Anciennes communes
Les anciennes communes suivantes sont incluses dans le canton de Bazoches-sur-Hoëne :
- Saint-Étienne, absorbée en 1816 par Saint-Aubin-de-Courteraie.
- Saint-Marc-de-Coulonges, absorbée en 1819 par Saint-Ouen-de-Sécherouvre.
- Courtoulin, absorbée en 1965 par Bazoches-sur-Hoëne.

## Démographie
| 1962  | 1968  | 1975  | 1982  | 1990  | 1999  | 2006  | 2011  | 2012  |
| ----- | ----- | ----- | ----- | ----- | ----- | ----- | ----- | ----- |
| 3 298 | 3 072 | 2 845 | 2 971 | 3 175 | 3 332 | 3 496 | 3 580 | 3 519 |